# 神戸地方検察庁
神戸地方検察庁（こうべちほうけんさつちょう）は、兵庫県神戸市にある日本の地方検察庁の一つで、兵庫県を管轄している。略称は、神戸地検（こうべちけん）。伊丹、尼崎、明石、柏原、姫路、社、龍野、豊岡、洲本に支部を置いている。
本庁内に常設されている特別刑事部は、全国の主要検察庁（特別捜査部がある東京・大阪・名古屋の各地検を除く）に置かれ、特捜部と同様に独自捜査を行っている。

## 所在地
- 本庁 - 神戸市中央区橘通1丁目4-1 神戸法務総合庁舎
- 伊丹支部 - 伊丹市千僧1丁目47-2
- 尼崎支部 - 尼崎市水堂町3丁目2-28
- 明石支部 - 明石市天文町2丁目2-21
- 柏原支部 - 丹波市柏原町柏原450
- 姫路支部 - 姫路市北条1丁目250 姫路法務合同庁舎
- 社支部 - 加東市社539-2
- 龍野支部 - たつの市龍野町上霞城131
- 豊岡支部 - 豊岡市京町12-90
- 洲本支部 - 洲本市山手1丁目1-23

## 管轄
- 本庁
  - 神戸区検察庁（神戸市（北区、兵庫区、灘区、長田区、中央区、東灘区、須磨区、垂水区）、三木市、三田市）
- 伊丹支部
  - 伊丹区検察庁（伊丹市、宝塚市、川西市、川辺郡）
- 尼崎支部
  - 尼崎区検察庁（尼崎市）
  - 西宮区検察庁（西宮市、芦屋市）
- 明石支部
  - 明石区検察庁（明石市、神戸市（西区））
- 柏原支部
  - 柏原区検察庁（丹波市）
  - 篠山区検察庁（篠山市）
- 姫路支部
  - 姫路区検察庁（姫路市、相生市、赤穂市、神崎郡、赤穂郡、朝来市（生野町のみ））
  - 加古川区検察庁（加古川市、高砂市、加古郡）
- 社支部
  - 社区検察庁（西脇市、小野市、加西市、加東市、多可郡）
- 龍野支部
  - 龍野区検察庁（たつの市、宍粟市、揖保郡、佐用郡）
- 豊岡支部
  - 豊岡区検察庁（豊岡市、養父市、朝来市（生野町を除く）、美方郡（香美町村岡区のみ））
  - 浜坂区検察庁（美方郡（香美町村岡区を除く））
- 洲本支部
  - 洲本区検察庁（洲本市、淡路市、南あわじ市）

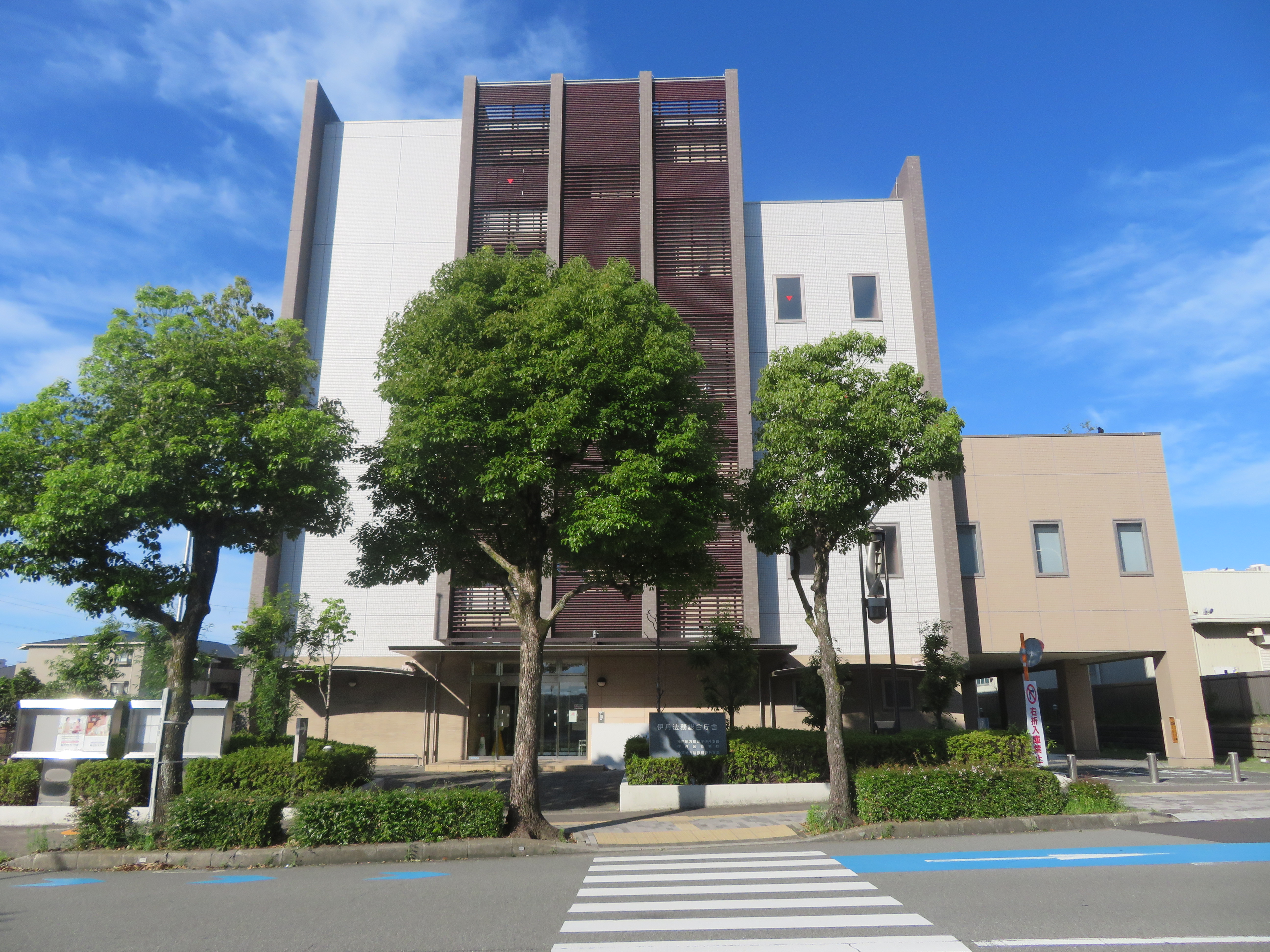
伊丹支部が所在する伊丹法務総合庁舎
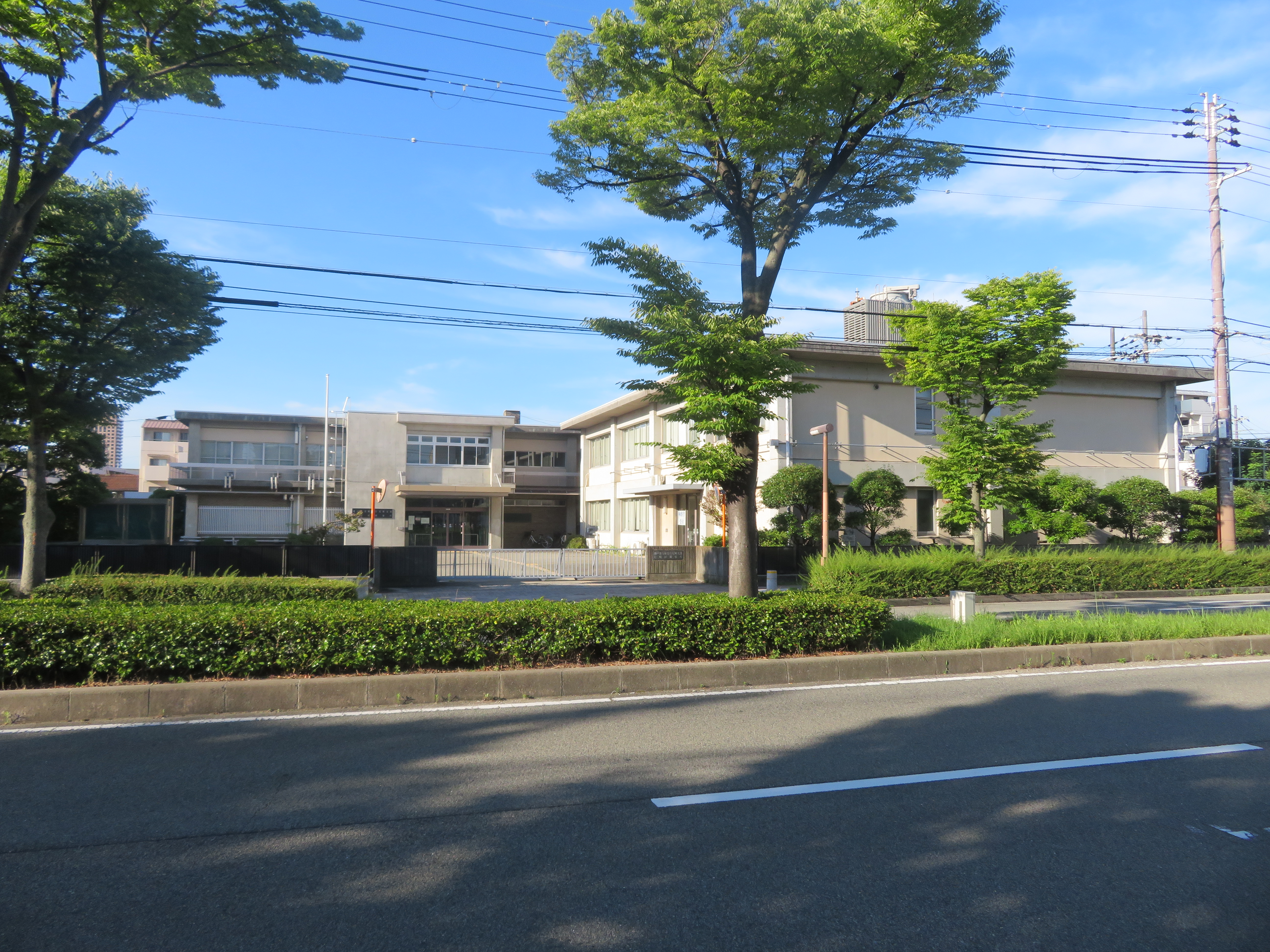
尼崎支部

## 不祥事
神戸地検は2024年10月25日、捜査書類などを適切に管理せず放置したとして、50代男性事務官を減給100分の20（6カ月）にしたと発表した。地検は同日、公文書毀棄罪で男性事務官を起訴猶予などの不起訴処分とした。
地検によると、事務官は2016年4月1日～24年6月12日ごろの間、捜査書類など137点を事務室に放置したり自宅に持ち帰ったりして適切な管理を怠った。捜査や公判に影響はなく、紛失や外部への流出も確認されていない。
地検の調査に、事務官は「整理が追いつかずためこむようになり、異動の際には一部を自宅に持ち帰った」などと話したという。